# Stine Kufaas
Stine Kufaas (ur. 7 kwietnia 1986) – norweska lekkoatletka, skoczkini wzwyż.

## Osiągnięcia
- 5. miejsce na młodzieżowych mistrzostwach Europy (Debreczyn 2007)
- 1. miejsce podczas II ligi Pucharu Europy (Tallinn 2008)[1]
- 1. lokata podczas I ligi drużynowych mistrzostw Europy (Bergen 2009)[2]
- wielokrotna mistrzyni Norwegii

## Rekordy życiowe
- skok wzwyż (stadion) – 1,93 (2010)
- skok wzwyż (hala) – 1,92 (2010)
- bieg na 200 m – 25,10 (2008)
- skok o tyczce – 2,30 (2005)
- trójskok – 12,91 (2011)